# Francesco Alciati
Francesco Alciati (né le 2 février 1522 à Milan, en Lombardie, alors capitale du duché de Milan, et mort à Rome le 20 avril 1580) est un cardinal italien du XVIe siècle. Il est un parent du pape Pie IV.

## Biographie
André Alciati, père de Francesco, est  jurisconsulte. Francesco Alciati étudie à l'université de Bologne et celle de Padoue. Francesco lui succède en 1550 dans la chaire de droit à l'Université de Pavie et achève la publication de ses œuvres. Il est membre du Collegio dei Giurisconsulti
Son élève Charles Borromée l'appelle à Rome, en 1560, après avoir rejoint son oncle, le pape Pie IV (1559).
Mgr Alciati est créé cardinal par le pape Pie IV lors du consistoire du 12 mars 1565. Le cardinal Alciati est préfet de la Congrégation du Concile à partir de 1565 et vice-pénitencier et cardinal grand pénitencier apostolique en 1569. Il est membre de la Congrégation du Saint-Office, de la Congrégation pour les évêques et de la Congrégation pour la correction du décret de Gratien.
Le cardinal Alciati participe aux conclaves de 1565-1566 (élection de Pie V) et de 1572 (élection de Grégoire XII).